# 南流村甄氏墓地
南流村甄氏墓地，位于中国河北省石家庄市南流乡南流村，为石家庄市无极县的一个省级文物保护单位，类型为古墓葬，公布时间为2001年2月7日。
南流村甄氏墓地的历史年代为北朝。